# Nyelvjáték
A nyelvjáték (németül: Sprachspiel) Ludwig Wittgenstein kései filozófiájának meghatározó fogalma, a Filozófiai vizsgálódások visszatérő eleme. A fogalom alatt egy nyelv jól áttekinthető töredékei értendők. A játék analógia révén hangsúlyossá válik, hogy a nyelv egy életforma része, nem emelhető ki kontextusából. Másfelől a valóság leírása, a reprezentáció amit a nyugati filozófiában a nyelv elsődleges funkciójának szoktak gondolni háttérbe szorul. A fogalmat Wittgenstein nem analitikus definícióval, hanem családi hasonlóságok alapján határozza meg.
Egyik klasszikus példája a nyelvjátékoknak az építő-nyelvjáték, amely a Filozófiai vizsgálódások §2-ben található:
|  | „Legyen a nyelvnek az a feladata, hogy A építő megértesse magát B segéddel. A építményt emel építőkövekből; ehhez kockák, oszlopok, lapok és gerendák állnak rendelkezésére. B-nek adogatnia kell az építőköveket A-nak, éspedig abban a sorrendben, ahogy annak szüksége van rájuk. E célra egy olyan nyelvet használnak, amely a »kocka«, »oszlop«, »lap«, »gerenda« szavakból áll. A kiáltja a szavakat; - B odaviszi azt a követ, amelyről megtanulta, hogy erre a felszólításra odavigye.” |
|  | – Filozófia vizsgálódások §2 |

## A fogalom keletkezése
Wittgenstein a 30-as évek elején lemondott a nyelv és a világ közti homomorf viszony feltételezéséről, ami a Logika-filozófiai értekezés (a továbbiakban: Tractatus) egyik alaptézise volt. Ennek ellenére a Tractatus azon gondolatát, miszerint a nyelvet – a logikai analízist követően – kalkulusként érdemes felfogni (egyelőre) nem vetette el.
Ekkor kezd foglalkozni a formalista matematikafilozófiából származó sakkhasonlattal. Ez a matematika művelését a sakkozáshoz hasonlítja, amelyben a figurákat egzakt szabályok szerint mozgatjuk. Ezt a hasonlatot használja Gottlob Frege azon dichotómiájának elutasítására, miszerint az aritmetika vagy számokról (numbers) szól, vagy puszta számjegyekről (numerals). Abszurdnak tekinti ugyanis azt a felvetést, hogy egy sakklépés vagy valamilyen absztrakt entitásról vagy fabábukról szól. Egy sakkfigura nem áll valaminek a helyén; azt lehet mondani, hogy jelentése nem más, mint a használata, vagyis azok a szabályok, amik szerint léphet.
Ha a sakkot – mint kalkulust – a nyelvhez hasonlítjuk, Wittgenstein átmeneti filozófiájának több fontos aspektusa is kidomborodik. Először is a sakk szabályrendszer, ahogy a nyelv is. Egy sakkbábu csak egy lépés kontextusában nyer értelmet, mint ahogy a szavaknak is csak egy mondat kontextusában van jelentése. A sakk szabályainak nincs szüksége extrinzikus igazolásra, mint ahogy nyelvünk grammatikája is autonóm; nem tükrözi a valóság logikai struktúráját (vö. Tractatus).
A nyelvet egy kalkulus mintájára elgondoló kép gyenge pontja, hogy nem ad számot nyelvhasználatunk kontextus-függőségéről, arról, hogy a nyelv – egy logikai kalkulussal szemben – életformánk részét képezi és arról nem leválasztható. Így a sakk kalkulus jellege helyett játékjellege kerül előtérbe Wittgenstein kései filozófiájában. Kardinális kérdéssé válik a szabály és a szabály alkalmazása közti kapcsolat.
Ezen a ponton a nyelv nem egy homogén egészként jelenik meg, hanem nyelvjátékok sokaságaként, amik hálózatot alkotnak. Nincs egy szükséges és elégséges feltétel ami meghatározná, hogy mi nyelv és mi nem. Ez viszont nem azt jelenti, hogy ne tudnánk nyelvről beszélni, hiszen ugyanez igaz például a játék szóra is. A játék Wittgenstein szerint nem élesen körülhatárolt – definiálható – fogalom, sokkal inkább konkrét játékok kusza hálója, amik családi hasonlóságok révén kapcsolódnak egymáshoz. Ennek mintájára a természetes nyelv is elgondolható nyelvjátékok egymást keresztező hálózataként.
Mindezek ellenére el lehet különíteni a nyelvjátékok néhány prototipikus fajtáját.

## Nyelvjátékok típusai

### Fiktív nyelvjátékok
Ezek nem a valódi nyelvhasználatunk részei, hanem attól függetlenül elgondolt szabályrendszerek. Ha a nyelvet egy életlen képhez hasonlítjuk és mellé teszünk egy éles képet, akkor egyrészt a nyelvet meghagyjuk olyannak amilyen (tehát nem esünk a dogmatizmus csapdájába), másrészt a hasonlóságok és a különbségek vizsgálatából értékes észrevételeket szűrhetünk le. Ennek a módszernek a célja a Filozófiai vizsgálódásokban általában reductio ad absurdum formájú érvek felállítása filozófiai elméletekkel szemben.
A §2-es és a §8-as nyelvjátékok azt a gondolatot illusztrálják, hogy az augustinusi nyelvképpel szemben a név és a megnevezett közti viszony sokféle lehet, nem monolitikus. A §48-as nyelvjáték pedig az egyszerű elemek platóni elméletével szemben az egyszerű-összetett distinkciót relativizálja (ezt is érdemes Wittgenstein tanácsának megfelelően a Tractatus háttere előtt vizsgálni).

### Természetes nyelvjátékok
Sokszor nyelvünk bizonyos töredékeit nevezi Wittgenstein nyelvjátéknak. A meghatározásnál fontosak azok az eszközök amiket a nyelv használata során alkalmazunk és az az életforma, amelynek részét képezi.
Mivel a nyelvjátékok különböző általánosítási szinteken jelenhetnek meg (egy folyamatról beszámolni, hazudni, megköszönni, stb.) és nem diszkrét objektumok, hanem egymással összefonódnak, ezért nincs igazán ok arra, hogy a teljes nyelvet ne nevezzük nyelvjátéknak. Ez egy olyan pont, ahol a nyelv-játék analógia már nem érvényes, hiszen általában a játékok jól elkülöníthetőek, nem lépegetünk spontán egyik játékból a másikba. Mindenesetre könnyen el tudunk olyan helyzetet képzelni amikor mégis, ezt a Vizsgálódások következő megjegyzése jól illusztrálja:
|  | „Nem derít-e itt fényt problémánkra, ha a nyelv és a játék analógiájára gondolunk? Hiszen nagyon is jól el tudjuk képzelni, hogy egy mezőn emberek azzal szórakoznak, hogy labdával játszanak, mégpedig úgy, hogy különböző létező játékokba fognak, némelyiket nem játsszák végig, közben pedig a labdát céltalanul a magasba dobják, tréfából üldözik és megdobják egymást labdával stb.” |
|  | – Filozófiai vizsgálódások §83 |

### Tanuló nyelvjátékok
Ezek nem önmagukban teljes nyelvjátékok, hanem egy érett nyelvjátékhoz kapcsolódó oktató játékok, amelynek segítségével a gyerekek megtanulhatják a nyelvüket. Annak a puszta lehetősége, hogy bizonyos nyelvjátékokhoz való oktatást olyan módon is el tudunk képzelni, ahogy azt Wittgenstein teszi elég ahhoz hogy dogmatikus nézeteinkből kibillentsen minket. Például a fájdalom vagy az intenciók kifejezését tanító nyelvjátékok rávilágítanak, hogy nem kell feltétlenül extrinzikus jelentést tulajdonítanunk ezeknek a kifejezéseinknek. Ilyen értelemben ezek gondolatkísérletekként is felfoghatóak.
Ezek a primitív nyelvjátékok elgondolhatóak teljesként is, azaz mintha pl. egy néptörzs kizárólagos nyelvi tevékenységei lennének. Ezáltal felismerhetjük a valódi, komplex nyelvjátékaink által elfedett kontextuális preszuppozíciókat, azokat a társadalmi, fizikai stb. kontingenciákat, amik nélkül ezek a nyelvjátékok nem létezhetnének.
Ezen kívül sokszor érett nyelvjátékaink variációs centrumát alkotják, ezért rajtuk keresztül áttekinthető ábrázolásokhoz juthatunk.

## A fogalom hatástörténete a filozófiában és a formális szemantikában
David Lewis Scorekeeping in a Language Game
című cikkében részletes analógiát vázolt fel a nyelvhasználat és egy baseball meccs között. A baseballban – mint a legtöbb sportban – számon tartanak bizonyos körülményeket (ilyen az állás vagy hogy éppen hányadik játékrészben vagyunk). Ezek aztán visszahatnak a játékra, pl. ha egy ütőnek már két strikeja van, és szerez egy harmadikat kiesik. Szerinte egy nyelvjáték során is hasonlóan járunk el.
Tegyük fel, hogy egy Mirci nevű macskáról van éppen szó és a következő hangzik el:
Nem szereti a száraz eledelt, csak a konzervet eszi meg. Az Igor nevű macskánk persze mindent megeszik. Nem egy válogatós cica.
Itt az első mondat rejtett alanya a Mirci nevű macskára referál, míg a harmadiké az Igor nevűre – azaz anaforikus viszonyban van a második mondat határozott főnévi szerkezetével –. Ezt a jelenséget Lewis egy dinamikusan változó szálienciarangsorral magyarázza. Az első mondat elhangzásakor Mirci a legszáliensebb eleme a tárgyalási univerzumnak így a rejtett alany is rá referál. A második mondat hatására – mivel a határozott főnévi szerkezet őt jelöli ki – Igor kerül a szálienciarangsor tetejére, így a harmadik mondat rejtett alanya már őt választja ki az univerzumból. Azaz a baseballhoz hasonlóan az egyes lépések a nyelvjátékban hatással vannak egy nyilvántartás komponenseire.

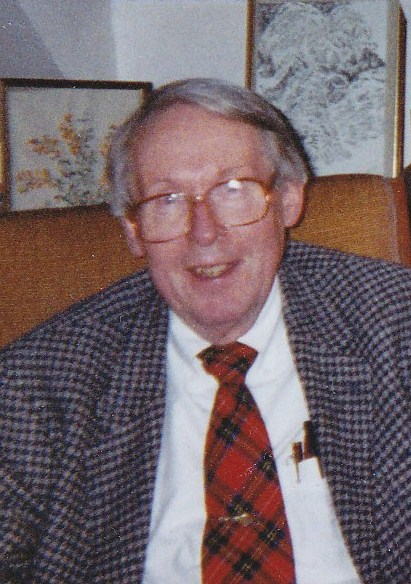
Jaako Hintikka

A természetes nyelvi kvantorok játékelméleti szemantikája, aminek kifejlesztése elsősorban Jaako Hintikka nevéhez fűződik, is részben a nyelvjáték-fogalomból táplálkozik.